# 어서와
《어서와》는 2020년 3월 25일부터 2020년 4월 30일까지 방영된 KBS 2TV 수목드라마이다.

## 기획의도
인간 남자로 변신하는 고양이 홍조와 강아지 같은 인간 여자 솔아의 미묘한 설렘을 다루는 판타지 로코 드라마.

## 방송 시간
| 방송 채널 | 방송 기간                                                                | 방송 시간                            | 방송 분량                        |
| --------- | ------------------------------------------------------------------------ | ------------------------------------ | -------------------------------- |
| KBS 2TV   | 2020년 3월 25일 ~ 2020년 4월 30일 [1회~24회] (본방송)                    | 매주 수요일, 목요일 밤 10:00 ~ 11:10 | 70분 (1회당 35분 / 2회 연속방송) |
| KBS 2TV   | 2020년 3월 26일 [1,2회] (재방송)                                         | 목요일 오후 2:00 ~ 3:10              | 70분                             |
| KBS 2TV   | 2020년 4월 1일 [1,2회] (UHD 재방송) (화면해설방송)                       | 수요일 오후 2:00 ~ 3:10              | 70분                             |
| KBS 2TV   | 2020년 4월 1일 [3,4회] (UHD 재방송) (화면해설방송)                       | 수요일 오후 4:00 ~ 5:10              | 70분                             |
| KBS 2TV   | 2020년 3월 29일 ~ 2020년 4월 19일 [1회~16회] (UHD 재방송) (화면해설방송) | 매주 일요일 오후 1:20 ~ 3:40         | 140분 (70분+70분)                |
| KBS 2TV   | 2020년 4월 8일 [5,6회] / [7,8회] (UHD 재방송) (화면해설방송)             | 매주 수요일 오전 11:00 ~ 오후 1:20   | 140분 (70분+70분)                |
| KBS 2TV   | 2020년 4월 22일 ~ 2020년 5월 6일 [13회~24회] (UHD 재방송) (화면해설방송) | 매주 수요일 오전 11:00 ~ 오후 1:20   | 140분 (70분+70분)                |
| KBS 2TV   | 2020년 4월 15일 [9,10회] / [11,12회] (UHD 재방송) (화면해설방송)         | 수요일 오후 1:45 ~ 4:05              | 140분 (70분+70분)                |
| KBS 2TV   | 2020년 4월 26일 ~ 2020년 5월 3일 [17회~24회] (UHD 재방송) (화면해설방송) | 매주 일요일 낮 12:00 ~ 오후 2:20     | 140분 (70분+70분)                |

## 등장 인물

### 주요 인물
- 김명수 : 홍조 역 - 때때로 인간으로 변신하는 숫고양이
- 신예은 : 김솔아 역 - 날샘디자인 직원, 슬프게도 하필 숫고양이를 사랑해버린 암강아지.
- 서지훈 : 이재선 역 - 늘씬하고 아름답지만 잡힐 듯 잡히지 않는 도도한 샴고양이
- 윤예주 : 은지은 역 - 솔아와 두식의 날샘디자인 입사동기, 잔뜩 움츠린 채 살금살금 숨어 다니는 소심한 겁쟁이 길고양이. 사장 낙하산이라는 소문이 있다.
- 강훈 : 고두식 역 - 암강아지 솔아의 유일한 동족, 유쾌한 남사친. 날샘디자인 직원.

### 솔아네
- 안내상 : 김수평 역 - 솔아의 아버지이자, 고독한 시인.
- 조련 : 방실 역 - 솔아의 계모.

### 헌신적인 고갈비씨
- 김여진 : 성현자 역 - 두식의 어머니, <헌신적인 고갈비씨>의 실세. 솔아를 가족처럼 챙기며 두식의 손에 늘 반찬통을 들려 보낸다. 따뜻한 오지라퍼.
- 전배수 : 고민중 역 - 두식의 아버지로 현자의 남편.

### 날샘 디자인
- 전익령 : 박신자 역 - <날샘 디자인> 부사장으로 다재다능한 워킹맘.
- 양대혁 : 차상권 역 - <날샘 디자인> 디자이너로 세상 사랑꾼.
- 김예슬 : 이혜연 역 - <날샘 디자인> 디자이너
- 이유진 : 최다솜 역 - <날샘 디자인> 디자이너

### 그 외 인물
- 최민금 : 붕어빵 할머니 역
- 최배영 : 이루비 역 - 재선의 전 여자친구로 부잣집 딸. 부잣집으로 시집간다. 홍조를 인테리어 소품쯤으로 여겼다. 예쁘지만 관리가 좀 까다로운 소품.
- 연제형 : 방국봉 역
- 송민재 : 대성 역 - 골목에서 붕어빵을 굽는 인자한 할머니의 외손주.
- 채동현 : 고양이 납치범 역
- 이주실
- 한기중 : 이재선의 양아버지 역

## 시청률
최저 시청률과 최고 시청률은 시청률 조사회사와 지역별로 시청률에 차이가 있을 수 있습니다.
| 2020년      | 2020년      | 2020년         | 2020년         | 2020년       | 2020년 |
| 회차        | 방송일      | TNmS 시청률    | AGB 시청률     | AGB 시청률   |        |
| 회차        | 방송일      | 대한민국(전국) | 대한민국(전국) | 서울(수도권) |        |
| ----------- | ----------- | -------------- | -------------- | ------------ | ------ |
| 1           | 3월 25일    | 3.4%           | 3.6%           | -            |        |
| 2           | 3월 25일    | 3.1%           | 2.8%           | -            |        |
| 3           | 3월 26일    | 2.1%           | 1.6%           | -            |        |
| 4           | 3월 26일    | 1.9%           | 1.8%           | -            |        |
| 5           | 4월 1일     | -              | 2.7%           | -            |        |
| 6           | 4월 1일     | -              | 2.1%           | -            |        |
| 7           | 4월 2일     | -              | 1.5%           | -            |        |
| 8           | 4월 2일     | -              | 1.7%           | -            |        |
| 9           | 4월 8일     | -              | 2.0%           | -            |        |
| 10          | 4월 8일     | -              | 1.9%           | -            |        |
| 11          | 4월 9일     | -              | 1.5%           | -            |        |
| 12          | 4월 9일     | -              | 1.6%           | -            |        |
| 13          | 4월 15일    | -              | 1.8%           | -            |        |
| 14          | 4월 15일    | -              | 1.8%           | -            |        |
| 15          | 4월 16일    | -              | 0.9%           | -            |        |
| 16          | 4월 16일    | -              | 1.1%           | -            |        |
| 17          | 4월 22일    | -              | 1.8%           | -            |        |
| 18          | 4월 22일    | -              | 1.7%           | -            |        |
| 19          | 4월 23일    | -              | 1.0%           | -            |        |
| 20          | 4월 23일    | -              | 1.1%           | -            |        |
| 21          | 4월 29일    | %              | 1.4%           | %            |        |
| 22          | 4월 29일    | %              | 1.4%           | %            |        |
| 23          | 4월 30일    | %              | 0.8%           | %            |        |
| 24          | 4월 30일    | %              | 1.0%           | %            |        |
| 평균 시청률 | 평균 시청률 | -              | 1.7%           | -            |        |

## OST
- Part.1 다영, 엑시 (우주소녀) - 어마어마 (2020년 3월 19일)
- Part.2 박경 (블락비) - 띵동 (2020년 3월 25일)
- Part.3 엄지 (여자친구) - 어서와 (2020년 3월 26일)
- Part.4 주니엘 - 사랑에 빠졌었나봐 (2020년 4월 1일)
- Part.5 이진솔 (에이프릴) - I was wrong (2020년 4월 2일)
- Part.6 모트 - SLUSH (2020년 4월 8일)
- Part.7 기현 (몬스타엑스) - 다시, 봄 (2020년 4월 9일)
- Part.8 진솔 (이달의 소녀) - 시간은 한 바퀴 돌아 (2020년 4월 15일)
- Part.9 드류 라이언 스콧 (Drew Ryan Scott) - Better To Be You (2020년 4월 16일)
- Part.10 플루디 (Floody) - 이젠 안녕 (2020년 4월 22일)
- Part.11 찬 (A.C.E) - 너를 보여줘 (2020년 4월 23일)
- Part.12 신예은 - 별똥별 (2020년 4월 29일)
- Part.13 최낙타 - 꽃이 피었네 (2020년 4월 30일)

## 수상 목록
- 2020년 KBS 연기대상 남자 신인상 (서지훈)
- 2020년 KBS 연기대상 여자 신인상 (신예은)

## 같이 보기
- 대한민국의 텔레비전 드라마 목록 (ㅇ)
- 2020년 대한민국의 텔레비전 드라마 목록
- 웹툰을 원작으로 한 텔레비전 드라마 목록